# Telica
Le Telica est un volcan du Nicaragua, dans le département de León. Il culmine à 1 061 mètres d'altitude.

## Histoire
Il s'agit d'un des volcans les plus actifs du Nicaragua. Il est notamment entré en éruption en 1982, 1986, 1994, 1998, 1999, 2008 et 2025.

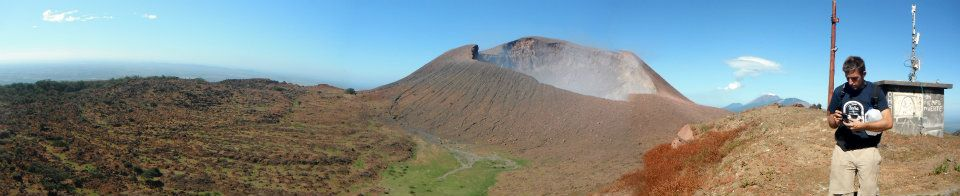
Vue panoramique du sommet du Telica.